# Eystein II da Noruega
Eystein Haraldsson (em norueguês, Øystein Haraldsson; em nórdico antigo, Eysteinn Haraldsson) (c. 1125 - 1157) foi rei da Noruega de 1142 a 1157. Era filho do rei Harald Gille e de Bjadok, filha de Gilledomnan mac Solam.
Ele governou com seus irmãos mais novos, mas a discórdia entre os levou a uma guerra civil que duraria vários anos. Rival de Ingo I, acabou sendo morto.

## Biografia
Øystein era filho de Harald Gille. Quando ele viajou à Noruega para reclamar o trono, Eystein permaneceu nas Ilhas Britânicas; contudo, Harald reconheceu ter deixado um filho.
O nome de Eystein é registrado nas sagas até 1142. Nesse ano, vários lendmenn noruegueses viajaram ao oeste para levá-lo até a Noruega junto com sua mãe. Ao chegar, foi reconhecido como o irmão mais velho dos reis Sigurdo II, Ingo I e Magnus Haraldsson da Noruega e compartiria o trono com eles. Este período de seu reinado viu o estabelecimento de um Arcebispado norueguês independente em Nidaros (Trondheim) em 1152.
Aparentemente, a divisão do poder não tinha caráter territorial e os irmãos tinham o mesmo status em qualquer parte do país.
A Saga das Órcades e a Heimskringla narram que o rei Eystein realizou uma campanha militar na Escócia e Inglaterra, na década de 1150. Capturou a Harald Maddadsson, jarl das Órcades e exigiu um resgate vultoso. Também realizou certas atividades de pilhagem nas costas escocesa e inglesa, atacando Aberdeen, Hartlepool e Whitby, uma espécie de recriação das antigas expedições viquingues.
As relações entre os três irmãos Sigurdo, Ingo e Eystein (Magnus morreu na década de 1140) eram boas enquanto viveram os antigos seguidores do rei Haroldo e irmãos de Eystein eram menores de idade. Um encontro em Bergen entre Sigurdo e Ingo derivou em uma rixa entre os dois partidos e finalmente no assassinato de Sigurdo. Segundo as sagas, Sigurdo e Eystein planejavam desfazer-se de Ingo, embora essa possibilidade venha sendo contestada por historiadores modernos que sugerem que isso poderia ser um pretexto para Ingo começar a guerra.
Eystein chegou a Bergen dias depois e conseguiu chegar a um acordo de paz com Ingo. Mas a paz iria rachar. Em 1157 os exércitos dos dois reis se encontraram na costa ocidental, próximo de Moster e ocorreu o confronto. Ante a superioridade numérica do exército de Ingo, o de Eystein debandou e ele teve que escapar até Viken (o território ao redor do fiorde de Oslo).
Abandonado por seus próprios homens, Eystein foi capturado e assassinado na província de Bohuslän (nesse tempo parte da Noruega). Seu corpo foi sepultado na igreja de Foss, nessa província. De acordo com a Heimskringla, os moradores locais começaram a venerar Eystein como santo.
Na sua morte, seus seguidores e os de seu irmão Sigurdo nomearam rei a Haakon Herdebrei, filho do último.

## Descendência
Øystein se casou com Ragna Nikolasdatter (1130 - 1161), uma nobre norueguesa, neta de Krypinge-Orm Svensson. Teve um filho ilegítimo com outra mulher, Øystein Møyla (falecido em 1177). Pretendente ao trono da Noruega pelos birkebeiner, em oposição a Magno V.